# 西國坊明學
西國坊 明學（さいごくぼう みょうがく、1849年 - 没年不詳・明治40年代末頃か?）は九州出身の盲目の僧の上方で活躍した音曲師。本名∶長野 明學。西国坊明学、西國坊明学、西国坊明學とも表記する。
福岡出身で明治初年頃から大阪に来て坐摩社の前で尺八の指南をしていたという、ある人物の建言で寄席に出るようになり高座には十六人芸（十八人芸とも）称して寄席に出た。
芸は琵琶で平家物語を語ったり、横笛での曲吹き、浄瑠璃の弾き語り、即席の都々逸などを演じあと得意の推量節を歌うのが明學であった。子供から大人まで人気があり落語全盛期の時代にあって桂派で色物として確固たる地位を築いた。桂文左衛門の同等の歩取りであった。1900年に三代目桂藤兵衛と「藤兵衛」の「藤」と「明學」の「明」に因んで「藤明派」を立ち上げ、桂派・三友派と張り合うが藤兵衛死去や座組の変化がなく客に飽きられ2年ほどで解散した。
1907年2月13日、新聞「鎮西日報」「栄の喜座西國坊明學の古流琵琶軍談･十六人芸」の記事を最後に、一切記録、番付から消える。その頃は地方巡業をしていた模様で、その時65歳前後だったという。暫くして故郷・九州に隠居した模様。その後消息はわかっていない。
SPレコードも吹き込んでおり「全集・日本吹込み事始」には俗曲・筑紫琵琶として5曲、他に物真似が1曲収録されている。朝日放送の朝日放送ラジオ落語ライブラリーにも保管されている。

## 弟子
- 西國坊開明
- 西國坊明士
- 西國坊學丸
- 西國坊明花